# Barbara Kuriger
Barbara Joan Kuriger (ur. 1961 w Opunake) – nowozelandzka polityczka, od 2014 roku członkini Izby Reprezentantów Nowej Zelandii, a od 2023 roku zastępczyni Spikera.

## Życiorys

### Kariera zawodowa
Jest rolniczką, zajmowała się hodowlą krów mlekodajnych. Wspólnie z mężem w 1987 roku wygrała nagrodę Taranaki Sharemilker of the Year nadawaną mleczarzom z regionu Taranaki. Tę samą nagrodę w 2013 roku zdobyła jej córka Rachel, wspólnie ze swoim mężem Kennethem Shortem. Uzyskała również tytuł Dairy Woman of the Year w 2012 roku.
Jej mąż oraz jej syn, Tony Kuriger, byli oskarżeni o złe traktowanie zwierząt w rodzinnym przedsiębiorstwie. W 2020 roku Tony Kuriger przyznał się do winy. Zarzuty przeciwko jej mężowi zostały wycofane.
Zasiadała w organach wielu spółek, m.in. DairyNZ, Dairy Training Limited, Primary ITO, New Zealand Young Farmers, Taratahi Agricultural Training Centre, Te Kauta, Venture Taranaki Trust, Dairy Women’s Network oraz Primary Industries Capability Alliance.

### Działalność polityczna
W kwietniu 2014 roku została wybrana przez Nowozelandzką Partię Narodową na kandydatkę w nadchodzących wyborach parlamentarnych w 2014 roku w okręgu wyborczym Taranaki-King Country. Stało się to po rezygnacji dotychczasowego reprezentanta tej partii od 1998 roku, Shane Arderna, z ubiegania się o reelekcję.
Z powodzeniem kandydowała w wyborach parlamentarnych w 2014 roku z ramienia Nowozelandzkiej Partii Narodowej w okręgu wyborczym Taranaki-King Country. Uzyskała poparcie 22 328 z 33 678 oddanych głosów obejmując mandat w Izbie Reprezentantów Nowej Zelandii. 21 października wygłosiła swoją pierwszą przemowę w parlamencie.
Uzyskała reelekcję w wyborach w 2017 roku, ponownie reprezentując Taranaki-King Country. Uzyskała 23 854 z 37 095 głosów
Ponownie zwyciężyła w wyborach w 2020 roku uzyskując 18 702 z 40 946 głosów. Uzyskała poniżej 50% głosów, jednak z racji kandydowania w jednomandatowym okręgu wyborczym uzyskała mandat jako kandydatka z największą liczbą głosów.
Z powodzeniem kandydowała ponownie w wyborach w 2023 roku z ramienia Nowozelandzkiej Partii Narodowej. Uzyskała 24 760 z 41 045 głosów. W izbie zasiadła w komisji ds. budownictwa oraz komisji ds. usług publicznych.
6 grudnia 2023 roku została mianowana zastępczynią Spikera Izby Reprezentantów.

### Życie prywatne
Jest mężatką. Ma trójkę dzieci.